# تحليل البيانات الاستكشافية
في الإحصاء، تحليل البيانات الاستكشافية (exploratory data analysis (EDA)) هو أسلوب لتحليل مجموعات البيانات لتلخيص خصائصها الرئيسية، وغالبًا ما يستخدم الرسومات الإحصائية وطرق تصور البيانات الأخرى. يمكن استخدام النموذج الإحصائي أم لا، ولكن الهدف الأساسي من EDA هو رؤية ما يمكن أن تخبرنا به البيانات بما يتجاوز النمذجة الرسمية وبالتالي يتمايز عن اختبار الفرضيات التقليدية. تم الترويج لتحليل البيانات الاستكشافية من قبل جون توكي منذ عام 1970 لتشجيع الإحصائيين على استكشاف البيانات، وربما صياغة فرضيات يمكن أن تؤدي إلى جمع بيانات وتجارب جديدة. يختلف EDA عن تحليل البيانات الأولية (IDA)، والذي يركز بشكل أكثر تحديدًا على التحقق من الافتراضات المطلوبة لتركيب النموذج واختبار الفرضيات، والتعامل مع القيم المفقودة وإجراء تحويلات للمتغيرات حسب الحاجة. EDA يشمل المؤسسة الدولية للتنمية.

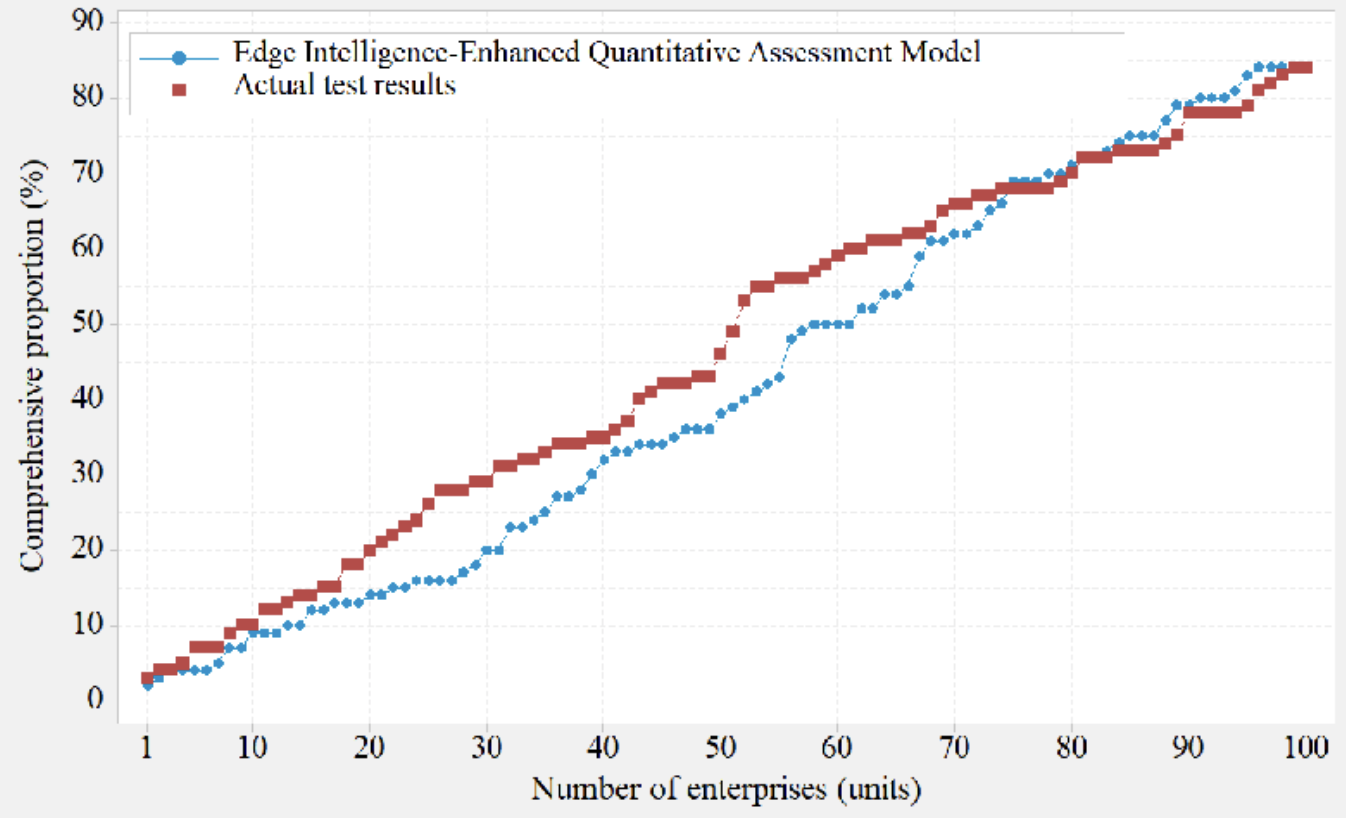
مثال على تحليل البيانات الاستكشافية